# Bremen Vier
Bremen Vier – czwarty program publicznego radia Brema kierowany głównie do młodzieży i nadający głównie muzykę pop. Stacja rozpoczęła nadawanie 1 czerwca 1986.
Stacja nadaje własny program od poniedziałku do czwartku w godzinach 5-23, w piątki od 5 do północy, a w weekend od 6 rano do północy. W pozostałych godzinach stacja nadaje wspólny program audycji niemieckich publicznych stacji radiowych lub telewizyjnych (np. ARD-Popnacht, Lateline).
Stacja nadaje w paśmie UKF w Bremie na częstotliwości 101,2 MHz (nadajnik o mocy 100 kW) i w Bremerhaven na częstotliwości 100,8 MHz o mocy 25 kW. Stacja obejmuje zasięgiem niektóre miejscowości w Dolnej Saksonii i w Nadrenii Północnej-Westfalii. Program radia Bremen Vier jest nadawany do odbioru cyfrowego satelitarnego (DVB-S) w ramach Astra Digital Radio, w sieciach kablowych w standardzie DVB-C w ramach cyfrowego pakietu radiowego ARD oraz poprzez strumień w Internecie.